# I'M THE TREND
『i'M THE TREND』（アイム ザ トレンド）は、韓国のガールズグループ(G)I-DLEの楽曲である。3rdデジタルシングルとして、2020年7月7日にCUBEエンターテインメントよりリリースされた。

## 概要
3rdミニアルバム「I TRUST」以来3ヶ月ぶりとなったの新曲である。音楽配信限定での発売。
タイトル曲の「i'M THE TREND」は、メンバーのミンニ、ウギ、ソヨンが作詞、PENTAGONのユウトが作曲・編曲に参加している。楽しいリズムのラテン音楽がベースのダンス曲であり、(G)I-DLEの代表曲である「Oh my god」、「Blow Your Mind」、「LATATA」、「LION」、「Uh-Oh」などをポイント歌詞で活用し、その曲のポイントダンスを反映したパフォーマンスで、ファンへの愛情を表現している。
1stシングル「DUMDi DUMDi」にも収録された。

## 背景とリリース
2020年6月28日から7月2日にかけて、公式Twitterよりティーザーを公開した。
7月5日に行われた、オンラインコンサート「2020 (G)I-DLE ONLINE CONCERT 'I-LAND：WHO AM I'」にて新曲を初披露した。
7月6日、アートワーク予告イメージを公開した。

## トラックリスト
| #         | タイトル          | 作詞                              | 作曲                                         | 編曲                           | 時間 |
| --------- | ----------------- | --------------------------------- | -------------------------------------------- | ------------------------------ | ---- |
| 1.        | 「i'M THE TREND」 | ミンニ, ウギ, ソヨン, FCM Houdini | FCM Houdini, ミンニ, ウギ, ユウト (PENTAGON) | FCM Houdini, ユウト (PENTAGON) | 3:25 |
| 合計時間: | 合計時間:         | 合計時間:                         | 合計時間:                                    | 合計時間:                      | 3:25 |

## リリース歴
| 地域         | 日付         | 規格     | 販売                            |
| ------------ | ------------ | -------- | ------------------------------- |
| 韓国、全世界 | 2020年7月7日 | 音楽配信 | CUBEエンターテインメント KakaoM |